# Pseudostenopsyche
Pseudostenopsyche är ett släkte av nattsländor. Pseudostenopsyche ingår i familjen Stenopsychidae.
Kladogram enligt Catalogue of Life:
| Pseudostenopsyche | \| \| Pseudostenopsyche davisorum \| \| \| \| \| \| Pseudostenopsyche gracilis \| \| \| \| \| \| Pseudostenopsyche sugens \| \| \| \| |
|                   | \| \| Pseudostenopsyche davisorum \| \| \| \| \| \| Pseudostenopsyche gracilis \| \| \| \| \| \| Pseudostenopsyche sugens \| \| \| \| |
|                   | Stenopsyche |
|                   | |
|                   | Stenopsychodes |
|                   | |
|                   | Pseudostenopsyche davisorum |
|                   | |
|                   | Pseudostenopsyche gracilis |
|                   | |
|                   | Pseudostenopsyche sugens |
|                   | |

|  | Pseudostenopsyche davisorum |
|  |                             |
|  | Pseudostenopsyche gracilis  |
|  |                             |
|  | Pseudostenopsyche sugens    |
|  |                             |